# Stina Lundberg Dabrowski
Stina Gunhild Lundberg Dabrowski, född Lundberg 3 december 1950 i Längbro församling i Örebro, är en svensk journalist, programledare och professor i tv-produktion vid Dramatiska institutet. Hon är för andra gången gift med producenten Kjell Dabrowski och har fyra barn. Hon fick hederspriset på Kristallen 2010 och var mellan åren 2012 och 2014 ordförande i Publicistklubben.

## Biografi
I sin ungdom var Lundberg aktiv i Brommagruppen av FNL. Lundberg arbetade som reporter på Dagens Eko när hon blev erbjuden att bli programledare för Nöjesmaskinen tillsammans med Sven Melander. Nöjesmaskinen sändes 1982–1984. Därefter fortsatte hon som journalist på SVT, i aktualitetsprogrammet Magasinet, 20:00. Hon blev också programledare för tv-programmet Dabrowski, som tilldelades Aftonbladets tv-pris 1991. Lundberg har även arbetat som programledare för TV3, TV4 och TV8.
Stina Lundberg har gjort sig känd för sin avslappnade intervjustil. Hon har bland annat arbetat med partiledarutfrågningar men är mest känd för sina intervjuer med kända personer.
Några av de mediepriser hon fått under åren är Stora Journalistpriset, Expressens TV-geting, GT:s läsarpris och Aftonbladets TV-pris. Hon blev också utsedd till århundradets svenska kvinnliga tv-personlighet vid Aftonbladets tittaromröstning 1999.
Den 10 augusti 2008 gick hon i en debattartikel tillsammans med Kjell Dabrowski till hårt angrepp mot SVT som de menade slösade bort licensbetalarnas pengar. De presenterade även en lista med 10 förslag på förbättringar.
Den 3 oktober 2009 var hon huvudperson i TV-programmet Här är ditt liv som sänds på Sveriges Television.
Sedan 2008 är Lundberg Dabrowski professor i tv-produktion på Stockholms dramatiska högskola (tidigare Dramatiska Institutet). I april 2012 valdes hon till ordförande i Publicistklubben, och satt på posten till 2014.
Lundberg Dabrowski har kritiserat vad hon menar är en åldersdiskriminering av kvinnor i TV-branschen.

## Television
- Nöjesmaskinen (1982–1984) SVT
- Magasinet, 20:00 (1985–1986) SVT
- Stina med Sven (1989) SVT
- Dabrowski (TV-program) (1989–1991) SVT
- Stina möter (1994–1997) TV3, TV4
- Stina & Lennart (1995) TV4
- Stina om... (1998–2006) SVT
- Stina! (2007) SVT